# Ernest Troubridge

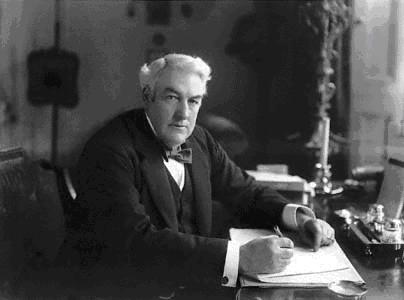
Ernest Troubridge (1911)

Sir Ernest Charles Thomas Troubridge (* 15. Juli 1862 in Hampstead; † 28. Januar 1926 in Biarritz) war während des Ersten Weltkriegs Admiral der British Royal Navy.

## Leben
Ernest Troubridge wurde als dritter Sohn von Thomas St. Vincent Hope Cochrane Troubridge und seiner Frau Louisa Jane, geborene Gurney geboren.

### Frühe Marinekarriere
Er trat 1875 als Marinekadett am Royal Naval College in Dartmouth ein und wurde 1884 zum Leutnant befördert. 1888 erhielt er eine Silbermedaille der Royal Humane Society, nachdem er einem Menschen das Leben auf See gerettet hatte. Troubridge wurde 1895 zum Commander befördert und diente bei der Mittelmeerflotte an Bord des Flaggschiffs HMS Revenge zunächst beim Stellvertreter der Flotte, Konteradmiral Sir Robert Harris und später unter Konteradmiral Sir Gerard Noel. Er wurde am 17. Juli 1901 zum Kapitän befördert und diente anschließend als Marineattaché in Wien und in Madrid. Er war von 1902 bis 1904 Marineattache in Tokio und war bei dem Gefecht von Tschemulpo und den Operationen vor Port Arthur anwesend. In den Jahren 1907-8 wurde er zum Kapitän des Schlachtschiff HMS Queen ernannt und diente als Flaggoffizier unter dem Kommandeur der Mittelmeerflotte, Admiral Sir Charles Carter Drury, danach zwischen 1908 und 1910 war er Kommodore in der königlichen Marinekaserne in Chatham. 1910 wurde Troubridge Privatsekretär des Marineministers Reginald McKenna, später von dessen Nachfolger Winston Churchill. 1911 wurde Troubridge zum Konteradmiral und 1912 zum Stabschef befördert. Troubridge kehrte im Januar 1913 mit seiner Ernennung zum Kommandeur des Kreuzergeschwaders der Mittelmeerflotte, bestehend aus HMS Defense, Black Prince, Duke of Edinburgh und Warrior zum aktiven Dienst auf See zurück.

### Im Ersten Weltkrieg
Zu Beginn des Ersten Weltkrieges wurden zwei Schiffe des Deutschen Reiches, der Schlachtkreuzer SMS Goeben und der leichte Kreuzer SMS Breslau unter Konteradmiral Wilhelm Souchon im Mittelmeer abgeschnitten. Diese Schiffe waren von einem britischen Schlachtkreuzer-Geschwader beschattet worden, während der britische Admiral Sir Archibald Berkeley Milne die Mittelmeerflotte einsetzte, um die deutschen Schiffe zu verfolgen. Nachdem beobachtet wurde, dass die Deutschen in Messina Kohle aufnahmen, befahl Milne den größten Teil seiner Streitkräfte westlich von Sizilien zu warten, um zu verhindern, dass Souchon französische Truppenkonvois angreifen könnte. Troubridge und seine vier Kreuzer wurden ausgeschickt, um westlich von Kefalonia zu kreuzen, falls die Deutschen versuchen sollten, in die Adria einzudringen um sich der österreichisch-ungarischen Flotte anzuschließen. Die Deutschen segelten am 6. August 1914 von Messina ab und wurden von dem leichten Kreuzer HMS Gloucester beschattet, der berichtete, dass die Deutschen nicht beabsichtigten, in die Adria einzudringen, sondern nach Osten in Richtung Kap Matapan fuhren. Die Gloucester führte einen Angriff auf die deutschen Schiffe durch, in der Hoffnung, diese so weit zu verlangsamen, dass auch Troubridges Kreuzer zum Einsatz kommen konnten. Troubridge hatte jedoch Ende Januar von Milne den Befehl erhalten, dass die britische Streitmacht im Mittelmeer auf Anweisung des Ersten Lords der Admiralität, Winston Churchill, keine überlegenen Streitkräfte angreifen sollten. Churchill hatte gemeint, dass diese Maßnahmen nur gegenüber der österreichisch-ungarischen und italienischen Flotte galten, doch Troubridge`s Annahme schloss damit auch die Deutschen ein.
Troubridge´s erstes Kreuzergeschwader, die HMS Defence, Warrior, Duke of Edinburgh und Black Prince befanden sich am 6. August am Eingang zur Adria. Die HMS Gloucester folgte weiterhin der Goeben nach Osten. Troubridge drehte mit seiner First Cruiser Squadron um Mitternacht nach Süden und beabsichtigte die Goeben ab 7. August zu verfolgen. Sein Flaggenkapitän Fawcet Wray argumentierte aber, dass es Selbstmord für das Geschwader wäre, gegen die weiter wirkenden Geschütze der Goeben zu kämpfen, und da Wray in der Flotte als Experte für den Geschützdienst anerkannt war, ließ sich Troubridge überzeugen und sprach sich auch gegen die Verfolgung aus. Am 7. August um 04:00 Uhr brach Troubridge die Verfolgung ab, obwohl bereits auch die Schiffe HMS Dublin, Beagle und Bulldog unter seinem Kommando standen. Die deutschen Schiffe schafften es nach Istanbul zu entkommen und wurden sofort der türkischen Marine übergeben. Sowohl Troubridge als auch Milne wurden wegen ihres Versäumnisses, das deutsche Geschwader anzugreifen und zu vernichten, erheblich kritisiert. Am 22. September 1914 fand in Portsmouth ein Untersuchungsgericht statt. Diese Kritik verstärkte sich, als sich herausstellte, dass die Anwesenheit der deutschen Schiffe die spätere türkische Kriegsentscheidung beeinflusst hatte. Troubridge wurde im September nach Großbritannien befohlen und vor ein Untersuchungsgericht der Navigation School in Portsmouth gestellt. Das Kriegsgericht wurde an Bord der in Portland angelegten HMS Bulwark vom 5. bis 9. November 1914 abgehalten. Nach Beratungen kam das Gericht zu dem Schluss, dass die Anklage aufgrund der Art seiner Befehle und des Versäumnisses der Admiralität, diese aufzuklären, seine Schuld nicht bewiesen wäre und Troubridge wurde freigesprochen. Doch weder er noch Milne erhielten je wieder ein aktives Seekommando. Im Januar 1915 wurde Troubridge zum Leiter der britischen Marinemission nach Serbien entsandt, er sollte die serbischen Bemühungen unterstützen, der österreichisch-ungarischen Flottille zu widerstehen, die auf der Donau operierten. Zusammen mit seinem Flaggenoffizier Charles Lester Kerr verließ er Albanien am 21. Januar 1916 auf einem italienischen Zerstörer und wechselte an Bord der HMS Queen nach Tarent. Der serbische Kronprinz Alexander war beeindruckt von seinen Diensten und bat Troubridge die Aufgaben als sein persönlicher Berater und Adjutant zu übernehmen. Troubridge, der im Juni 1916 zum Vizeadmiral befördert worden war, ging nach Saloniki, um sich den reformierten serbischen Armeen anzuschließen. Er blieb während der Kampagnen der nächsten zwei Jahre auf dem Balkan, wo im September 1918 der Zusammenbruch Bulgariens erfolgte. Der französische Oberbefehlshaber in der Region, Franchet d’Espèrey, ernannte Troubridge beim Vormarsch noch ehrenhalber zum Admiral der Donau.

### Familie
Troubridge heiratete am 29. Dezember 1891 Edith Mary Duffus. Das Paar hatte einen überlebenden Sohn, Thomas Hope Troubridge, der seinem Vater in die Marine folgte und schließlich Vizeadmiral der Royal Navy wurde. Edith starb 1900 nach der Geburt ihres totgeborenen vierten Kindes. Ernest Troubridge heiratete am 10. Oktober 1908 erneut. Seine zweite Frau war die Bildhauerin Margot Elena Gertrude Taylor, besser bekannt als Una Vincenzo. Das Paar hatte eine Tochter, trennte sich jedoch 1919, nachdem Una 1915 eine Beziehung mit Marguerite Radclyffe-Hall aufgenommen hatte.

### Nach dem Krieg
Troubridge blieb nach Kriegsende einige Monate auf dem Balkan und kehrte im Januar 1919 nach Großbritannien zurück, wo er zum Admiral befördert wurde. Er wurde 1919 Präsident einer vorläufigen verbündeten Donaukommission und war dann bis März 1924 Präsident der ständigen Kommission. Er versuchte im März 1919 die Einrichtung der Diktatur von Béla Kun zu verhindern, der Ungarn in eine Sowjetrepublik umwandeln wollte. Während dieser Zeit wurde er von der Admiralität auf die Ruhestandsliste gesetzt, weil sein Gehalt von der Kommission stammte. Sir Ernest Troubridge starb überraschend am 28. Januar 1926 in Biarritz und wurde dort begraben.